# Aktau
Aktau (kazak: Ақтау) város Kazahsztánban, a Kaszpi-tenger keleti partján. A Mangisztaui terület (Маңғыстау олысы) központja.
Jelenlegi kazak neve "fehér hegyet" jelent, ami a Kaszpi-tengerre néző szikláknak köszönhető. A szovjet időkben, 1964 és 1991 között a város Sevcsenko néven volt ismert (orosz: Шевченко).

## Története

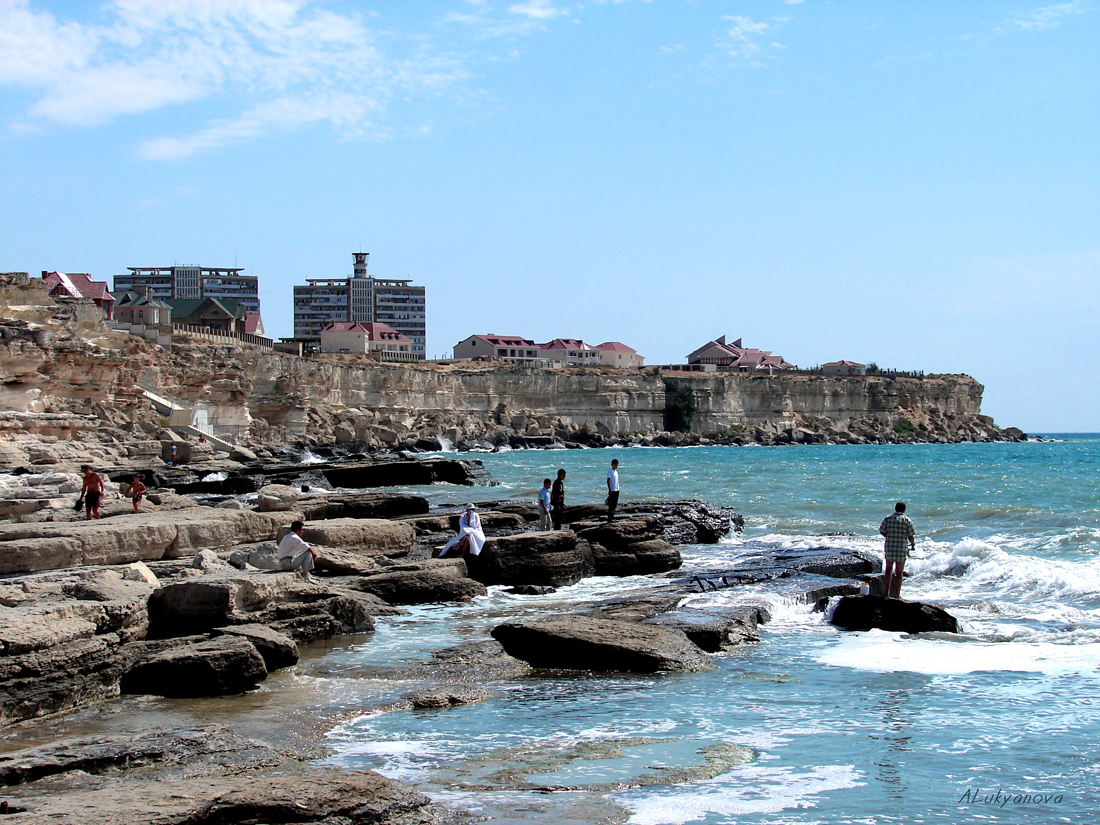
A város nevét adó Kaszpi-parti sziklák

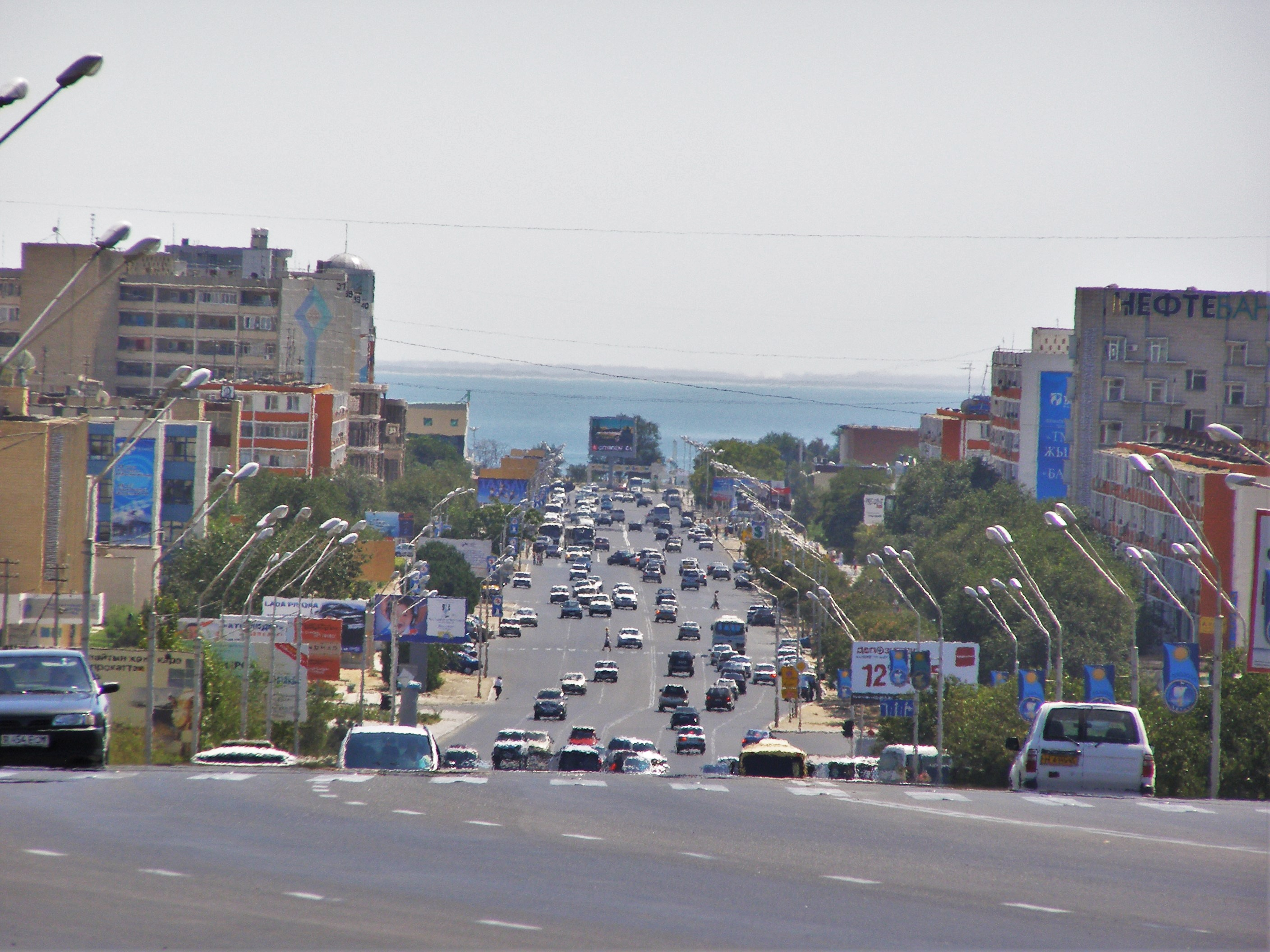
Aktau, utcakép részlete

A mai Aktau területét a környéken fellelt régészeti leletek bizonysága szerint egykor a szkíták ősi törzsei lakták. Területén haladt át az északi selyemút, ami több szufi szentély alapítását eredményezte Aktau környékén. A terület a szovjet idők előtt az édesvíz szűkössége miatt ritkán lakott volt.
A modern Aktau területére 1958-ban urándúsítókat telepítettek, Melovoje (Меловое) elnevezéssel. Később a telepet bezárták és átnevezték Gurjev-20-nak (Гурьев-20). 1963-ban zárt állapotát megszüntették, és a hely megkapta a város státuszt, neve Aktaura változott. 1964-ben, mivel  nagy számú ukrán munkavállaló telepedett le a városban, nevét Sevcsenkóra (Шевченко) változtatták az ukrán költő Tarasz Sevcsenko tiszteletére, aki 1850–1857 között kényszersorozott katonaként itt élt a környéken. A Szovjetunió és Kazahsztán függetlenségének megszűnését követően 1991-ben helyreállították a város régi Aktau nevét.

## Idegenforgalom
A környéken a tengerparti szezon májustól szeptemberig tart, a tenger átlagos hőmérséklete +21 °C. Aktau tengerpartja mentén sziklás dombok és homokos strandok találhatók. A tengerparton, a város déli részén számos modern üdülőhely található. A Kaszpi-tenger partjai nyáron népszerűek, a szezon meleg időszakának köszönhetően. A turisták elsősorban Kazahsztán más részeiről érkeznek. A városban számos helyi szálloda és a nyugati Renaissance és a Holiday Inn szállodaláncok találhatók.

## Éghajlat
Aktaut a hideg sivatagi klíma (Köppen BWk) jellemzi, száraz nyarak és enyhe tél, átlagos januári hőmérséklete +0,5 °C, július közepes hőmérséklete pedig +25,55 °C. 
Aktau városának nagy része a Kaszpi-mélyföld, a tengerszint alatt fekszik, és közel van Kazahsztán legalacsonyabb pontjához.
| Hónap                         | Jan. | Feb. | Már. | Ápr. | Máj. | Jún. | Júl. | Aug. | Szep. | Okt. | Nov. | Dec. | Év   |
| ----------------------------- | ---- | ---- | ---- | ---- | ---- | ---- | ---- | ---- | ----- | ---- | ---- | ---- | ---- |
| Átlagos max. hőmérséklet (°C) | 1,0  | 2,0  | 6,0  | 14,0 | 22,0 | 26,0 | 29,0 | 28,0 | 23,0  | 16,0 | 9,0  | 3,0  | 15,0 |
| Átlagos min. hőmérséklet (°C) | −2,0 | −2,0 | 1,0  | 7,0  | 15,0 | 19,0 | 22,0 | 21,0 | 16,0  | 9,0  | 3,0  | 0,0  | 9,2  |
| Átl. csapadékmennyiség (mm)   | 8    | 9    | 15   | 17   | 20   | 16   | 16   | 16   | 17    | 16   | 16   | 16   | 182  |
| Forrás:                       |      |      |      |      |      |      |      |      |       |      |      |      |      |